# Chavez Ravine Arboretum
El Arboreto Chavez Ravine (en inglés: Chavez Ravine Arboretum), es un arboreto que se encuentra en Los Ángeles, California, Estados Unidos. 
Fue el primer arboreto en crearse y el más antiguo del sur de California.

## Localización
El jardín botánico se ubica en la barranca del "Elysian Park" Los Ángeles, Justo al norte del Dodger Stadium.
Chavez Ravine Arboretum, 929 Academy Road, Los Ángeles, Los Ángeles county, California CA 90704 United States of America-Estados Unidos de América.
Planos y vistas satelitales.34°4′58″N 118°14′18″O / 34.08278, -118.23833
La entrada es gratuita.

## Historia

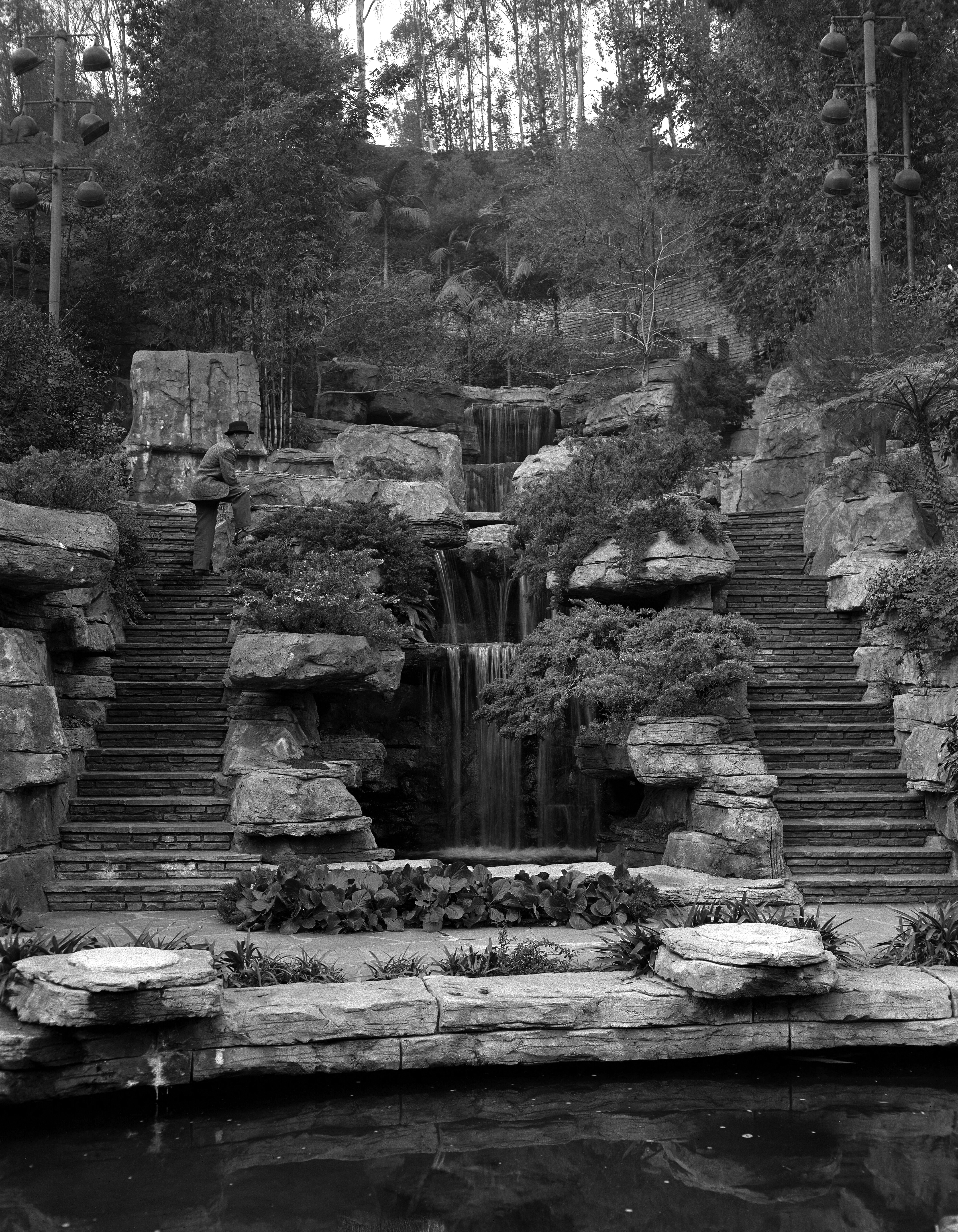
Cascada y rocalla del "Elysian Park" en 1956.

El Chavez Ravine Arboretum en Elysian Park fue fundado en 1893 gracias a la sociedad hortícola « Los Angeles Horticultural Society ». Las plantaciones de árboles raros en el arboreto continuaron en la década de 1920. 
La mayor parte del Arboreto son los árboles de las plantaciones originales por lo que se exhiben en su grandeza real. Muchos de los árboles son de los más viejos y más grandes de su clase en California e incluso de los Estados Unidos. 
Con más de 1000 variedades de alrededor del mundo que se pueden cultivar en el clima meridional suave de California. El Chavez Ravine Arboretum fue declarado monumento cultural histórico en 1967.

## Colecciones
El arboreto contiene más de 1,000 variedades de árboles procedentes de todo el mundo, incluyendo los Cape Chestnut, Kauri, y Tipu que pasan por ser los ejemplares de estas especies más grandes de los Estados Unidos. 

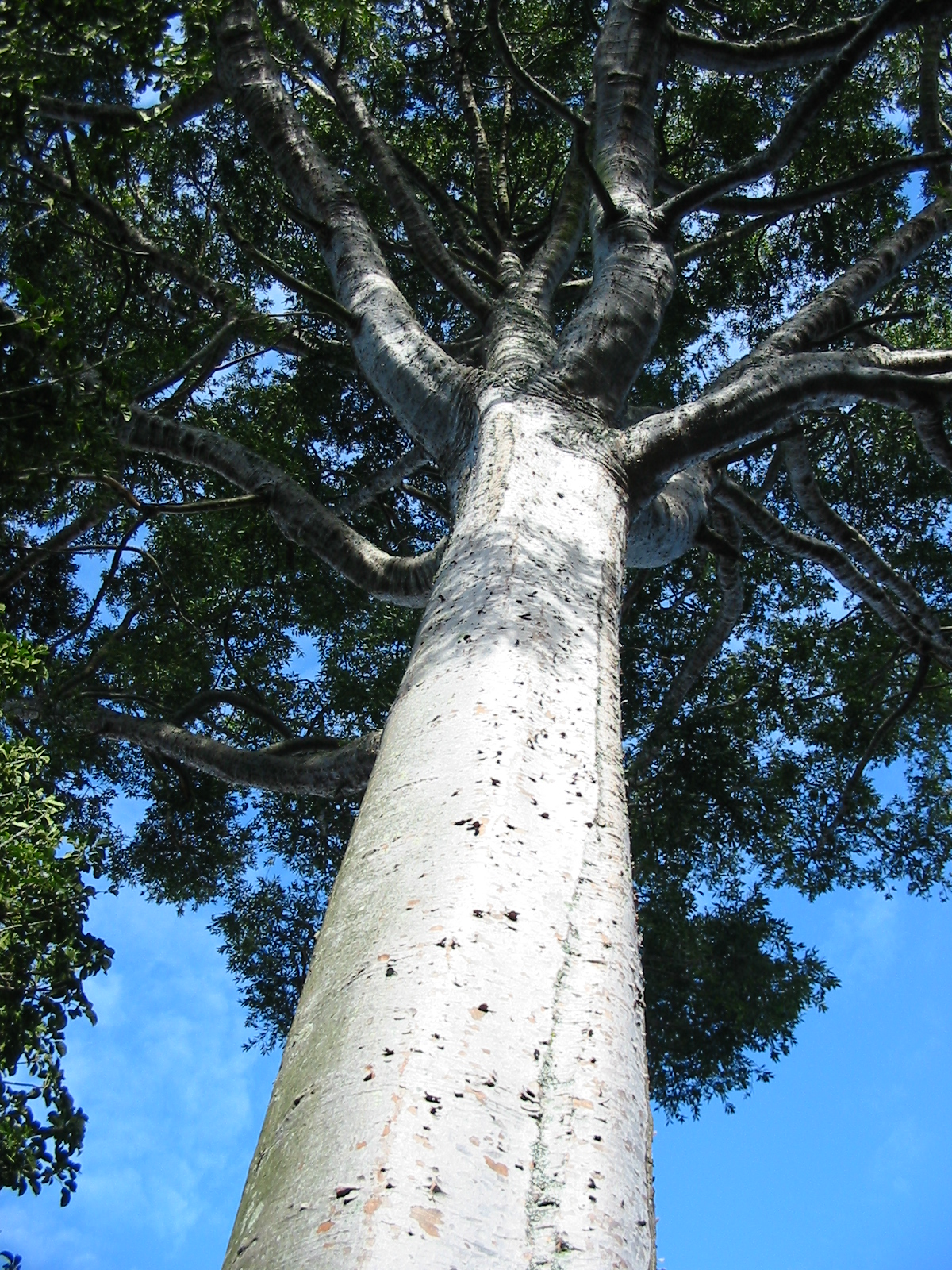
Agathis robusta, o Kauri, árbol indígena de Queensland en Australia.

En el Arboreto se incluyen los árboles: Acacia dealbata, Acer campestre, Acer negundo, Acer paxii, Acer saccharinum, Aesculus x carnea, Agathis robusta, Alnus rhombifolia, Angophora costata, Araucaria bidwillii, Archontophoenix cunninghamiana, Baphia chrysophylla, Bauhinia forficata, Bauhinia variegata, Betula nigra, Brachychiton acerifolius, Brachychiton discolor, Brachychiton populneus, Brahea armata, Brahea brandegeei, Brahea edulis, Butia capitata, Calocedrus decurrens, Calodendrum capense, Caryota urens, Castanospermum australe, Casuarina cunninghamiana, Cedrus deodara, Cedrus libani, Celtis australis, Chamaerops humilis, Chionanthus retusus, Chorisia insignis, Chorisia speciosa, Cryptocarya rubra, Cryptomeria japonica, Cupaniopsis anacardioides, Cupressus glabra, Cupressus sp., Dalbergia sissoo, Dracaena draco, Ehretia anacua, Ehretia tinifolia, Eriobotrya deflexa, Eriobotrya japonica, Erythrina coralloides, Erythrina falcata, Erythrina humeana, Eucalyptus camaldulensis, Eucalyptus citriodora, Eucalyptus cladocalyx, Eucalyptus globulus, Eucalyptus robusta, Eucalyptus rudis, Eucalyptus viminalis, Ficus microcarpa nitida, Ficus racemosa, Ficus religiosa, Ficus sp., Fraxinus uhdei, Fraxinus velutina, Heteromeles arbutifolia, Jacaranda acutifolia, Jubaea chilensis, Juglans nigra, Lagerstroemia indica, Liquidambar formosana, Liriodendron tulipifera, Livistona australis, Livistona chinensis, Macadamia ternifolia, Magnolia grandiflora, Metasequoia glyptostroboides, Metrosideros excelsa, Myrcia cauliflora, Nyssa sylvatica, Phoenix canariensis, Phoenix dactylifera, Phoenix reclinata, Phoenix reclinata (híbrido), Phoenix roebelenii x rupicola, Phoenix rupicola, Phytolacca dioica, Pinus canariensis, Pinus edulis, Pinus halepensis, Pinus thunbergii, Pittosporum phillyraeoides, Pittosporum tenuifolium, Pittosporum undulatum, Podocarpus gracilior, Podocarpus totara, Psidium guajava, Quercus agrifolia, Quercus alba, Quercus cerris, Quercus coccinea, Quercus macrocarpa, Quercus palustris, Quercus rubra, Quercus suber, Quercus virginiana, Rhapidophyllum hystrix, Rhapis excelsa, Rhodosphaera rhodanthema, Rhopalostylis baueri, Rhus integrifolia, Sabal causiarum, Sabal sp., Salix babylonica, Schinus molle, Schinus polygamus, Sequoiadendron giganteum, Syagrus romanzoffiana, Tabebuia avellanedae, Taxodium distichum, Tipuana tipu, Toona ciliata, Trachycarpus fortunei, Trachycarpus wagnerianus, Tristania laurina, Trithrinax acanthocoma, Ulmus americana, Umbellularia californica, Washingtonia filifera, Washingtonia robusta, y Zelkova serrata.